# Forcipomyia skusei
Forcipomyia skusei är en tvåvingeart som beskrevs av Debenham 1987. Forcipomyia skusei ingår i släktet Forcipomyia och familjen svidknott. Inga underarter finns listade i Catalogue of Life.